# Charles S. Thompson
Charles S. Thompson (* 28. August 1908 in Kanada; † 9. Juli 1994 in Los Angeles, Kalifornien) war ein US-amerikanischer Filmschauspieler und  Szenenbildner, der an über 205 Film- und Fernsehsets mitwirkte.

## Karriere
Zu Beginn der 1940er Jahre begann Thompson, im Filmgeschäft zu arbeiten. Neben kleineren unerwähnten Rollen in Filmen wirkte er fortan hinter der Kamera als Szenenbildner und Dekorateur im Filmgeschäft mit. Seine bekanntesten Arbeiten wurden mit jeweils einer Oscar-Nominierung in der Kategorie Bestes Szenenbild (Farbfilm) gewürdigt. Die Nominierungen erhielt er bei der Oscarverleihung 1953 gemeinsam mit Frank Hotaling und John McCarthy Jr. für Der Sieger und bei der Oscarverleihung 1966 gemeinsam mit George W. Davis, Urie McCleary und Henry Grace für Träumende Lippen. Im gleichen Jahr erhielt er eine Nominierung bei den Primetime Emmy Awards für seine Arbeit in der Fernsehserie Solo für O.N.C.E.L. gemeinsam mit Henry Grace, Frank Lombardo und Jack Mills.
Seine letzte Mitwirkung hatte Thompson in dem Fernsehfilm Charlie Chan – Ein wohlgehütetes Geheimnis im Jahr 1973. 1994, im Alter von 85 Jahren, verstarb Charles S. Thompson.

## Filmografie (Auswahl)
- 1944: Der Rächer mit der Maske (Zorro’s Black Whip)
- 1946: Charlie Chan in Mexiko (The Red Dragon)
- 1948: Der Rächer von Los Angeles (Old Los Angeles)
- 1948: Die Plünderer von Nevada (The Plunderers)
- 1949: Mit Pech und Schwefel (Brimstone)
- 1949: Kopfpreis 5000 Dollar (Hellfire)
- 1950: Das Todeshaus am Fluß (House by the River)
- 1950: Blutrache in Montana (The Showdown)
- 1951: Zorro – Flammen der Rache (Don Daredevil Rides Again)
- 1952: Der Sieger (The Quiet Man)
- 1952: Der Löwe von Arizona (Toughest Man in Arizona)
- 1952: Faustrecht in Minnesota (Woman of the North Country)
- 1952: Mördersyndikat San Francisco (Hoodlum Empire)
- 1952: Polizeibericht (Dragnet, Fernsehserie, vier Episoden)
- 1953: Der Cowboy von San Antone (San Antone)
- 1953: Chicago – 12 Uhr Mitternacht (City That Never Sleeps)
- 1954: Stadt der Verdammten (Silver Lode)
- 1960–1961: Anwalt der Gerechtigkeit (Lock Up, Fernsehserie, 23 Episoden)
- 1960–1961: Abenteuer unter Wasser (Sea Hunt, Fernsehserie, acht Episoden)
- 1965: Träumende Lippen (A Patch of Blue)
- 1965–1966: Solo für O.N.C.E.L. (The Man from U.N.C.L.E., Fernsehserie, 18 Episoden)
- 1967: Die nackten Tatsachen (Don’t Make Waves)
- 1971: Heißes Gold aus Calador (One More Train to Rob)
- 1972: Columbo (Fernsehserie, zwei Episoden)
- 1973: Charlie Chan – Ein wohlgehütetes Geheimnis (The Return of Charlie Chan)